# Krönika
Krönika (grekiska chronika, av chronos tid), är en litterär historisk framställning av yttre händelser i bestämd tidsföljd. Krönika utnyttjas i modernt språkbruk som beteckning för vissa kortare översikts- och tidningsartiklar samt radioföredrag över tilldragelser inom något område.
Krönika, "tideböcker", är det äldre namnet på vad man i högre mening brukar kalla historia. Man brukar dock göra den skillnad dem emellan, att krönikan nöjer sig med att återge de yttre händelserna, medan historien även söker efter det inre sammanhanget emellan dessa och forskar efter de lagar, som verkar på djupet. Någon bestämd gräns kan dock antagligen inte dras mellan dem.
En känd svensk krönika är Erikskrönikan som är den äldsta i den svit av medeltida rimkrönikor som utförligt skildrar medeltidens politiska historia i Sverige.

## Tidningskrönika
I den moderna litteraturen nyttjas ordet krönika (franska chronique) även som benämning på en tidskrifts- eller kalenderuppsats, som lämnar en översikt av händelserna under en viss tid eller inom ett visst område, samt på en i lekande och uddig stil avfattad tidningsartikel, vilken rör sig om dagens händelser och aktuella företeelser. En krönika kan avse en löst sammanhållen serie tidskommenterande artiklar av en gästkrönikör eller kolumnist och i dessa fall kallad kolumn. En krönika är i dessa fall på runt 3 000 tecken. Också mer fullständiga eller översiktliga rapporter med kommentarer om aktuella händelser under ett årtal (till exempel om sport och politik) kallas krönikor, eller årsböcker.